# Vlag van Berlare
De vlag van Berlare werd door de gemeenteraad op 11 mei 1981 officieel vastgesteld als de gemeentelijke vlag van de Oost-Vlaamse gemeente Berlare. Op 2 februari 1982 werd hij door het koninklijk besluit bevestigd en uiteindelijk gepubliceerd op 21 april 1982 en opnieuw op 4 januari 1995 in het officiële Belgisch Staatsblad.
Officieel wordt de vlag beschreven als:
Drie even hoge banen van wit, van rood en van wit.
De drie banen vertegenwoordigen de drie dorpen die de gemeente vormen. Wit en rood zijn de kleuren die het meest vertegenwoordigd zijn in het gemeentewapen en de kleuren van de vlag van de Boerenkrijg, die wit was met een rood kruis.

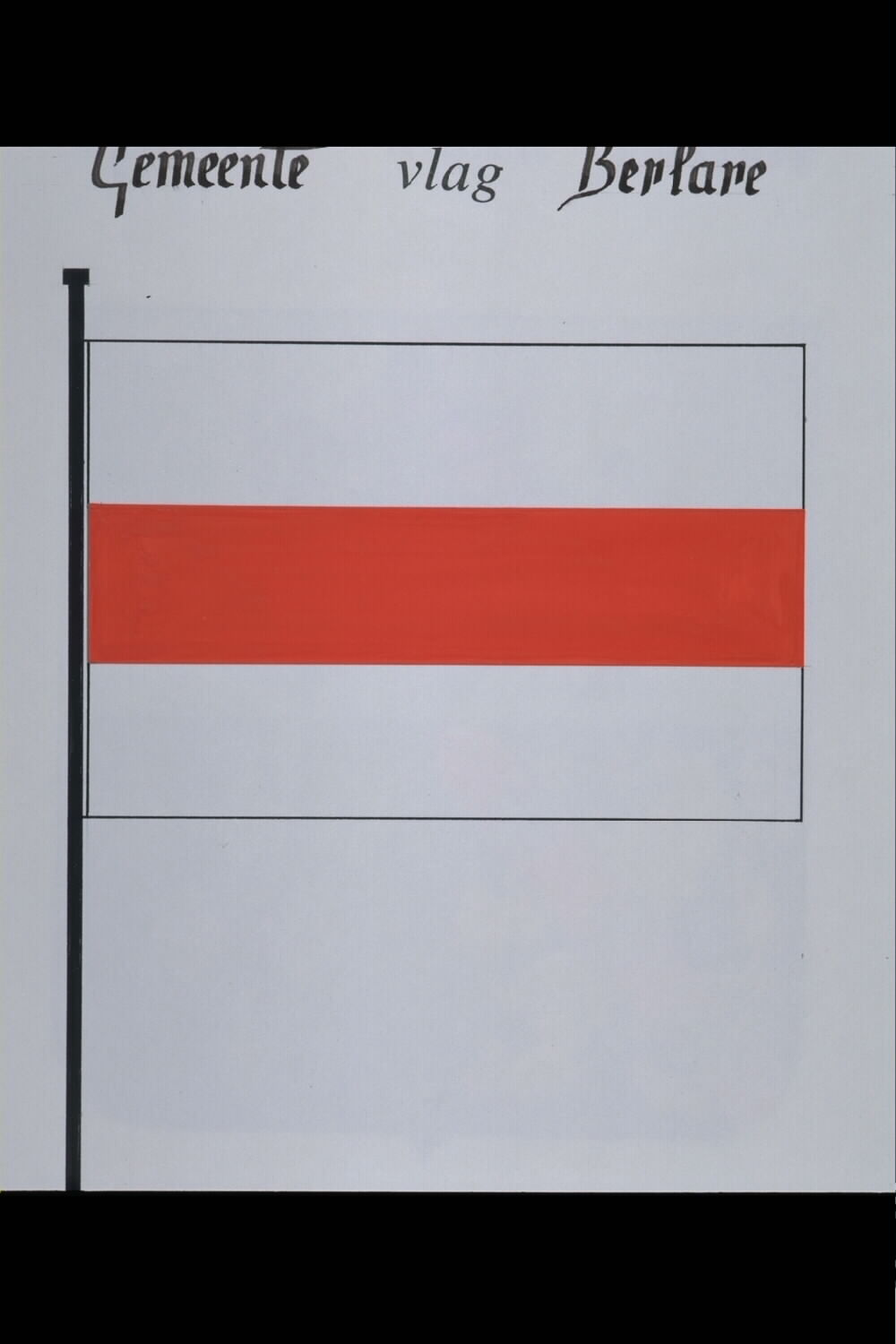
Officiële tekening van de vlag
Vlag van de Boerenkrijg